# Headbangers Open Air
Pour les articles homonymes, voir Headbanger.
Le Headbangers Open Air est un festival allemand de heavy metal, créé en 1998. Il a lieu à Brande-Hörnerkirchen. Il est surnommé « the biggest garden party of the world » (« La plus grande garden party du monde »),.

## Programmation

### Années 1990

#### 1eraoût 1998
- Paragon, Rohbau, Catalina.

#### 24 juillet 1999
- Torment, Paragon, Metal Worx, Dezibel Zero, Carpediem, No Bozos, Bäd Influence, Nordic Terror, Midas.

### Années 2000

#### 14—15 juillet 2000
- Goddess of Desire, Metalium, Wytchfynde, Suidakra, Dark at Dawn, Wolfs Moon, Paragon, Metal Worx, Brayndance, Seventh Gate, Wheels of Steel, Carpediem, Rohbau, Crystal Shark, Torment, Bäd Influence, Stormwarrior, Arctic Fields.

#### 6—7 juillet 2001
- Royal Rout, Bonehouse, Dr. Öhner, Aeternitas, Wizard, Metal Worx, Nutellica, Carpediem, High Gain District, Wheels of Steel, Mindfield, Torment, Jaguar, Paragon, Die Apokalyptischen Reiter, Bäd Influence, Except, Left Hand Solution, Solstice.

#### 21—22 juin 2002
- Dark Age, Electric Eye, Erosion, Gorgon, Holy Moses, Iron Cross, Majesty, Mob Rules, Not Fragile, Rival, Ritual Steel, Skylark, Shadowkeep, Skull Harvest, Slough Feg, Solemnity, Squealer, The BarRocks, Twisted Tower Dire, Vortex.

#### 11—12 juillet 2003
- Battle Ram, Victims of Madness, Solitaire, Final Breath, Sacred Steel, Bäd Influence, Metal Inquisitor, Emerald, Trespass, Killer, Solitude, Doomsword, Stormwarrior, Blitzkrieg, Skanners, Thunderstorm, Nightshade, Exiled, Cryonic Temple, Paragon.

#### 9—10 juillet 2004
- Metal Witch, Eternal Reign, Bloodstained, Savallion Dawn, Forsaken, Crystal Shark, Ritual Steel, Rosae Crucis, Fist, Dark at Dawn, Desaster, Battleroar, Overdrive, Týr, Elexir, Ram, Adramelch, Intruder, Vortex, Brocas Helm, Breaker, Hanker, Hirax.

#### 8—9 juillet 2005
- Mithril, Maverick, Black Majesty, InnerWish, Necrodeath, Weapon, Ravensthorn, Rival, Heathen, Carpediem, Mystery Blue, Gun Barrell, MOD, Gaskin, Undercroft, All Souls Day, Warrant, Wizard, Attacker, Tyrant's Reign, Damien Thorne.

#### 14—15 juillet 2006
- Metal Law, Viron, Overdrive, Brian Ross (Satan), Master, Ivory Tower, Powervice, Order Of Nine, Sheavy, Marty, Icarus Witch, Korpiklaani, Holy Moses, Powerslave, Tales Of Horror, Chain Reaction, Trinakrius, Miles Beyond, Pyramaze, Metal Inquisitor, Ulysses Siren, Praying Mantis, Metal Church, Girlschool, Blitzkrieg.

#### 12—14 juillet 2007
- Avenger, Beyond Fallen, Bullet, Candlemass, Deceptive Silent, Halloween, Hollow Ground, Kaledon, Kaos, Knight Errant, Malice, Marshall Law, Moonsorrow, Paragon, Rage, Raven Black Night, Silver Fist, Sinner, Sixth Alloy, Taunted, The Black, Vengeance, Warning, Wolf, Wretch.

#### 24—26 juillet 2008
- Abandoned, Amulance, Ancestral, Axe Hammer, Black Hawk, Deadly Blassing, Death SS, Detente, Impaler, Lethal, Messenger, New Eden, Praying Mantis, Rebellion, Resistance, Seasons of the Wolf, Seventh Calling, Supremacy, Sweet Savage, The Gates of Slumber, Wild Dogs.

#### 23—25 juillet 2009
- Angel Witch, Bullet, Deathriders, Enforcer, Helstar, Jacobs Dream, Killers, Lonewolf, Manilla Road, Memory Garden, Metal Inquisitor, Nightshade (US), Paradox, Piledriver, Portrait, Pretty Maids, Q5, Razor, Rods, Scarab, Tankard, Tysondog, Vicious Rumors, Zed Yago

### Années 2010

#### 25—27 juillet 2019
- 25 juillet : Mirror Plain, Hidden Intent, Espionage, Sanhedrin, Slade UK, Queensrÿche. 26 juillet : Space Chaser, Untimely Demise,  Velvet Viper, Attika, Mandator, Cerebus, Medieval Steel, Sanctuary, Exciter. 27 juillet : Bütcher, Seven Sisters, Deliverance, Tad Morose, The Wizards, Heavy Petti, Blaze Bayley, Helstar, Heir Apparent[3].